# اچ‌ام‌اس تایگر (۱۸۴۹)
اچ‌ام‌اس تایگر (۱۸۴۹) (به انگلیسی: HMS Tiger (1849)) یک کشتی بود. این کشتی در سال ۱۸۴۹ ساخته شد.